# Глидден, Джозеф
Джозеф Глидден (Joseph Glidden, 18 января 1813 — 9 октября 1906) — американский фермер, изобретатель современного варианта колючей проволоки.

## Биография
Родился 18 января 1813 года в Чарлстауне, штат Нью-Гэмпшир, но вскоре семья переехала в Кларендон, штат Нью-Йорк. В 1843 году Глидден переехал с женой Клариссой Фостер в Иллинойс, но вскоре после этого овдовел, умерли и оба сына. В 1851 году Глидден снова женился, его вторую жену звали Люсинда Варн.
Глидден создал современный вариант колючей проволоки, решив существовавшую ранее проблему расхлябанности шипов: разместил их вдоль одной проволоки и обмотал другую проволоку вокруг неё, чтобы зафиксировать шипы на месте. В 1874 году получил соответствующий патент, но вскоре оказался втянутым в судебную тяжбу многочисленными исками, оспаривающими его право на это чрезвычайно прибыльное изобретение. В конце концов, однако, он выиграл процесс: вопрос о его праве собственности на изобретение колючей проволоки был решён положительно. Глидден создал в месте своего жительства, в Де-Калбе, штат Иллинойс, компанию, которая занималась производством колючей проволоки, — Barb Fence Company. К концу жизни предприимчивый бывший фермер принадлежал к числу самых богатых американцев того времени: состояние, которое он нажил благодаря своему изобретению, оценивалось более чем в миллион долларов США.